# Bất đẳng thức Shapiro
Trong toán học, bất đẳng thức Shapiro là một bất đẳng thức do H. Shapiro đặt ra vào năm 1954.

## Phát biểu
Giả sử {\displaystyle n} là một số tự nhiên và {\displaystyle x_{1},x_{2},\dots ,x_{n}} là các số dương và:
- {\displaystyle n} chẵn và nhỏ hơn hoặc bằng {\displaystyle 12}, hoặc
- {\displaystyle n} là lẻ và nhỏ hơn hoặc bằng {\displaystyle 23}.

Theo bất đẳng thức Shapiro:
{\displaystyle \sum _{i=1}^{n}{\frac {x_{i}}{x_{i+1}+x_{i+2}}}\geq {\frac {n}{2}}}
trong đó {\displaystyle x_{n+1}=x_{1},x_{n+2}=x_{2}}.
Các giá trị {\displaystyle n} lớn hơn đều không thỏa mãn bất đẳng thức.